# Roy Gullane
Roy Gullane (Glasgow, 19 maart 1949) is een Schotse folkmuzikant. Hij is zanger en gitarist. Hij is onder andere met Phil Smillie oprichter van de befaamde Schotse folkband The Tannahill Weavers. De band werd opgericht in 1968 en Roy is dan ook een van de oudste leden van de groep. Inmiddels hebben zij 16 albums geproduceerd. Daarnaast vormt hij samen met accordeonist Erik de Jong het duo Gullane en De Jong. In 2015 brachten zij de CD "Jink and Diddle" uit.

## Discografie
- Live and in Session - 2006
- Arnish Light - Green Linnet Records 1226 (2003)
- Alchemy - Green Linnet Records 1210 (2000)
- Epona - Green Linnet Records 1193 (1998)
- The Tannahill Weavers Collection : Choice Cuts 1987 – 1996 - Green Linnet Records 1182 (1997)
- Leaving St. Kilda - Green Linnet Records 1176 (1996)
- Not Only But Also - Pan Records PAN135 (1994) Roy Gullane Solo
- Capernaum - Green Linnet Records 1146 (1994)
- The Mermaid's Song - Green Linnet Records 1121 (1992)
- Cullen Bay - Green Linnet Records 1108 (1990)
- Best of the Tannahill Weavers 1979 – 1989 - Green Linnet Records 1100 (1989)
- Dancing Feet - Green Linnet Records 1081 (1987)
- Land of Light - Green Linnet Records 1067 (1985)
- Passage - Green Linnet Records 3031 (1983)
- Tannahill Weavers IV - Hedera Records 104 (1981)
- The Tannahill Weavers (Scotstar Award Winner) - Hedera Records 103 (1979)
- The Old Woman's - Dance Hedera Records 102 (1978)
- Are Ye Sleeping Maggie? - Hedera Records 101 (1976)